# Чорнобог (роман)
«Чорнобог» (англ. Chernevog, Черневоґ) — фентезійний роман американської фантастки К. Дж. Черрі. Вперше книжка була видана в 1990 році. «Чорнобог» є другою книгою Руської Трилогії, події якої розгортаються на берегах Дніпра під Києвом у часи середньовічної Русі. Роман базований на слов'янській міфології та розповідає про долю дівчини-утоплениці, що стала русалкою, і навчання та становлення молодого чарівника.
Черрі самовидала роман в електронному форматі в 2012 році. Співавтором-редактором цього видання вважається Джейн Фанчер.

## Сюжет
Події «Чорнобога» розгортаються через три роки після завершення «Русалки». Сашко (англ. Sasha), Петро (англ. Pyetr) та Євушка (англ. Eveshka) все ще живуть в обійсті Уламця (англ. Uulamets). Юному чарівнику Сашкові виповнилося вже 18 років. Петро та Євушка побралися. Чорнобог все ще спить під наглядом лісовиків, проте Сашка та Євушку навідують тривожні сни про його пробудження. Одного дня Євушка зникає, і хлопці подаються на її пошуки.
Сашко та Петро вирушають у ліс та знаходять Чорнобога все ще сплячим. Петро намагається вбити злого чаклуна остаточно, але йому заважає пугач, Чорнобогів друг, якому той віддав своє серце. Петро вбиває птаха, що повертає серце чаклуну та пробуджує його. Чорнобог віддав своє серце, аби совість не заважала йому займатися злими чарами. Петро знову намагається вбити чаклуна, але Сашко зупиняє його, запевняючи, що з серцем Чорнобог скутий та керований. Сашко та Петро повертаються до пошуків Євушки, взявши Чорнобога з собою.
Євушка втекла з дому через острах і передчуття, що Чорнобог прокинеться. Вона повертається до будинку своєї матері, Драги (англ. Draga). Драга та Уламець зустрічалися, коли обидва вчилися у чарівниці Маленкової (англ. Malenkova). Але Уламець побоювався її та втік. Драга вбила Маленкову, а потім вагітна вирушила до Уламцевого обістя, де і народила Євушку. Уламець забрав дівчинку в Драги, а та, побоюючись за своє життя, втекла, наказавши Уламцю виховувати обдароване дитя. Згодом Драга знайшла Чорнобога, тоді ще дитину, полишену і дику. Вона направила його на навчання до Уламця. Чорнобог ненавидів свого вчителя та вбив Євушку йому на зло. Потім він вистежив та вбив також Драгу. Протягом багатьох років Драга блукала привидом, поки не повернулася до життя, аби помститися.
Через кілька днів пошуків Євушки, Сашко втрачає пильність та Чорнобог збуває своє серце Петрові, що дає йому змогу знову вільно чаклувати. Чаклун сподівається знайти Євушку до Драги, яка потребує її допомоги. Драга каже Євушці, що та вагітна від Петра, та переконує ту почати користуватися чарами. Драга ділить свідомість Євушки між чарівними вовками, яких вона успадкувала від Маленкової. Коли Сашко, Петро та Чорнобог прибувають до Драгиного будинку, вовки майже долають чаклуна. Той, розуміючи, що не переможе чари Драги та Євушки, відступає. Вовки та Драга переслідують його до пагорба, на якому Чорнобог, прикликавши блискавку, вбиває себе, вовків та Драгу. Петро та Євушка звільняються від чар Чорнобогового серця та вовків Маленкової відповідно.
Сашко, Петро та Євушка повертаються в обійстя, де Євушка народжує доньку.

## Відгуки
В огляді в «Chicago Sun-Times» фантаст Рональд Дж. Грін похвалив глибоку історичну та фольклорну проробку твору, його атмосферу. А рецензент «Kirkus Reviews» відзначив оригінальність і унікальність магії та персонажів.